# Port zimowy we Włocławku

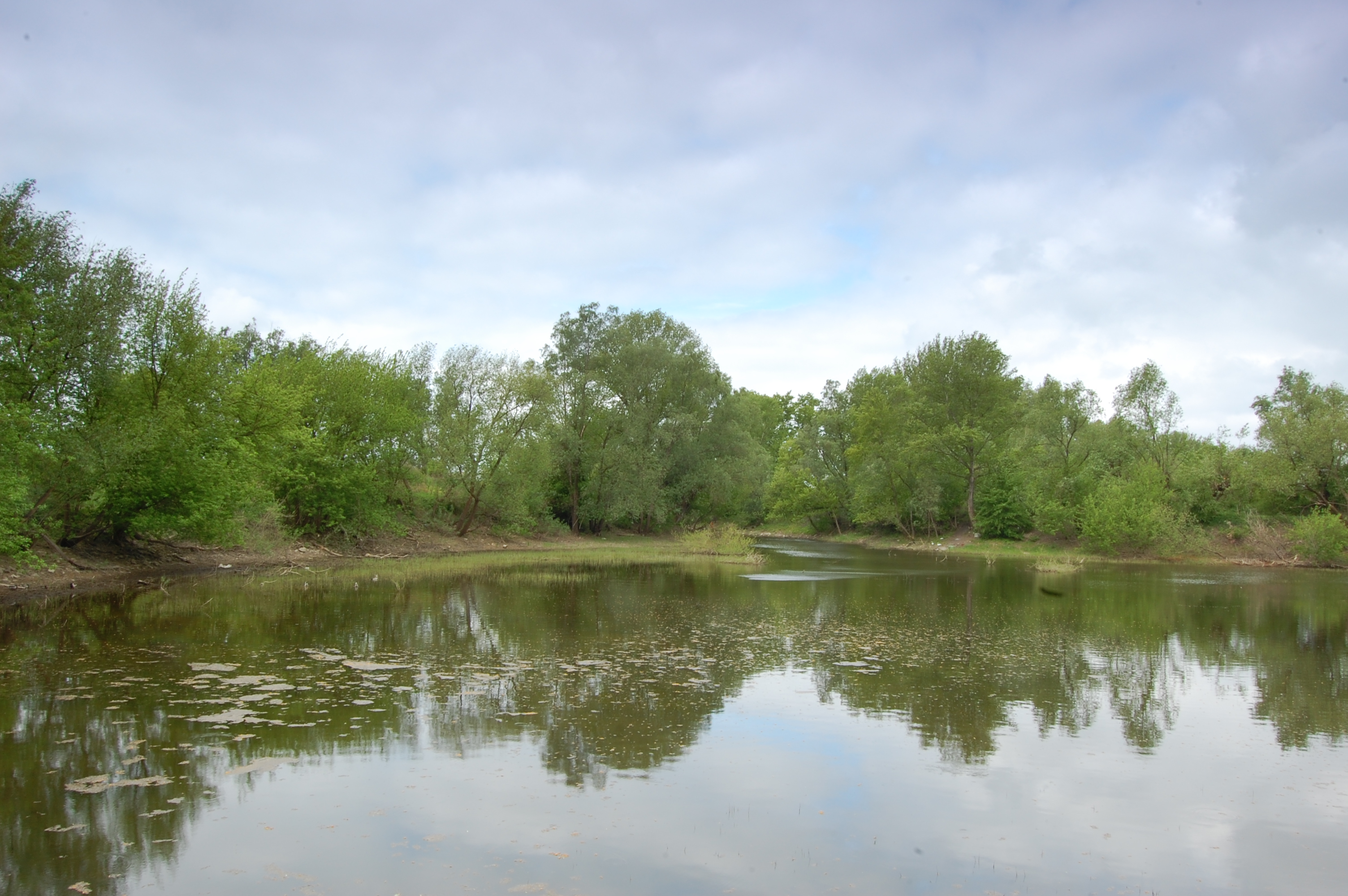
Port zimowy w 2011 r.

Port zimowy we Włocławku – niegdyś włocławski port na prawym brzegu Wisły (km 679,40), znajdujący się w dzielnicy Zawiśle, tuż poniżej mostu stalowego. Obecnie nie funkcjonuje prawidłowo ze względu na zbyt niski poziom wody poniżej włocławskiej zapory. Co najmniej od 1960 r. było to zimowisko statków i siedziba strażnika Zarządu Dróg Wodnych. W okresie późniejszym z obiektu korzystał również Klub Morski LOK.